# چولییه
چولییه (به صربی: Ćulije) یک منطقهٔ مسکونی در صربستان است که در توتین، صربستان واقع شده‌است. چولییه ۷۶ نفر جمعیت دارد.